# 로빈 윌리엄스: 컴 인사이드 마이 마인드
로빈 윌리엄스: 컴 인사이드 마이 마인드(Robin Williams: Come Inside My Mind)는 미국에서 제작된 마리나 제노비치 감독의 2018년 다큐멘터리 영화이다.
이 영화는 HBO 제작으로, 우피 골드버그, 데이비드 레터먼, 빌리 크리스털 등과 인터뷰를 한다.